# Újvár (Temes megye)
Újvár (románul: Uivar, németül: Neuburg an der Bega) falu Romániában, a Bánságban, Temes megyében.

## Fekvése
A község Temes megye délnyugati részén helyezkedik el. A szomszédos községek: északkeleten Bégaszentmihály, délkeleten Újpécs, északon Csene, nyugaton Ótelek, délen Torontálgyülvész.

## Története
A község területén újkőkorszaki, bronzkori és vaskori települések nyomaira, illetve a 12. - 14. századból származó két középkori temetőt tártak fel. A helység az újkőkorszak egyik legfontosabb délkelet-európai lelőhelyének számít, ahol 2005-ben egy 6500 éves szentélyt tártak fel.
Újtelek és Jánosfölde első írásos említése 1785-ből maradt fenn, amikor magyar és német családokat telepítettek ide. Öregteleket 1767-ben a Maros mentéről jött román családok alapították. Magyarszentmárton első említése 1806-ból, Aurélházáé 1844-ből ismert.
Az első világháború után a Szerb-Horvát-Szlovén Királysághoz került, majd az 1923-as népszavazást kizáró belgrádi határegyezményben Románia kapta meg.

## Lakossága
1880-ban a falu lakossága 962 fő volt, ebből 903 német, 12 magyar, 1 román. 2002-ben az 1199 főt számláló település nemzetiségi összetétele a következő volt: 1015 román, 98 cigány, 60 magyar, 22 német.

## Testvértelepülése
- Algyő, Magyarország
- Martonos, Szerbia